# Torta di carote
La torta di carote è un dolce di origini incerte.

## Storia
Le origini della torta di carote non sono del tutto chiare. Nel 1591 fu pubblicata in Inghilterra la ricetta di un "pudding in una radice di Carret" (sic.) Sebbene fosse in realtà una carota ripiena di carne, presentava molti ingredienti in comune con le odierne torte di carote, fra cui grasso alimentare, panna, uova, uvetta, datteri e zucchero che fungevano da dolcificante, chiodi di garofano, macis e carote tagliate à la julienne. Molti storici dell'alimentazione ritengono che la torta di carote abbia avuto origine in Europa durante il Medioevo, epoca in cui i poveri cucinavano i pudding utilizzando le carote al posto di edulcoranti più costosi come lo zucchero. In modo analogo nacquero la torta di zucca con la crosta e il plum pudding, che veniva cotto a vapore o in padella e glassato.
Il secondo volume de L'art du cuisinier (1814) di Antoine Beauvilliers, che lavorò come chef di Luigi XVI, riporta la ricetta del gâteau de carottes, che fu emulata da altri scrittori gastronomici del periodo. Nel 1824, dopo essere giunto a Londra, Beauvilliers pubblicò una versione in inglese del suo libro di cucina. Il gâteau de carottes fu rinominato in carrot cake.
Una ricetta del XIX secolo proviene dalla scuola di educazione domestica di Kaiseraugst, in Svizzera. Secondo l'associazione del Patrimonio culinario svizzero, la torta di carote sarebbe una delle torte più popolari nella nazione elvetica e verrebbe consumata soprattutto durante i compleanni dei bambini.
Durante il razionamento nel Regno Unito avvenuto durante la seconda guerra mondiale, la torta di carote tornò a diffondersi oltremanica.